# آيت لحسن أوبراهيم (أمانوز)
آيت لحسن أوبراهيم هو دُوَّار يقع بجماعة تارسوات، إقليم تيزنيت، جهة سوس ماسة في المملكة المغربية. ينتمي الدوّار لمشيخة أمانوز التي تضم 41 دوار. يقدر عدد سكانه بـ 8 نسمة حسب الإحصاء الرسمي للسكان والسكنى لسنة 2004.

## وصلات خارجية
- البوابة الوطنية للجماعات الترابية
- المندوبية السامية للتخطيط